# Столока, Кристина Юрьевна
Кристина Юрьевна Столока (укр. Христина Столока; род. 29 июля 1997, Киев, Украина) — украинская модель, победительница украинского конкурса «Мисс Украина».

## Биография
Родилась в 1997 году в Киеве. После окончания школ, поступила в Национальный университет пищевых технологий. Отец Кристины Юрий, работает в сфере техники для строительства, мама Людмила в сфере красоты.
22 сентября 2015 на сцене в Киеве состоялся финал 25-го конкурса «Мисс Украина». В конкурсе участвовали 25 претенденток.

## Примечание
1. ↑  MКристина Столока: "Я до последней минуты не знала, что победа будет моей" (фото). fakty.ua (23 сентября 2015). Дата обращения: 25 ноября 2015. Архивировано 25 ноября 2015 года.
2. ↑  "Мисс Украина 2015" стала студентка пищевого университета с идеальными параметрами [фото]. Комсомольская правда в Украине (23 сентября 2015). Дата обращения: 25 ноября 2015. Архивировано 25 ноября 2015 года.
3. ↑  Kristina Stoloka is Miss Ukraine 2015. pageantsnews.com (23 сентября 2015). Дата обращения: 2 октября 2015. Архивировано 26 сентября 2015 года.
4. ↑  "Мисс Украина-2015" стала 18-летняя брюнетка Кристина Столока. metronews.ru (23 сентября 2015). Дата обращения: 2 октября 2015. Архивировано 26 сентября 2015 года.